# Gleisstopfmaschine

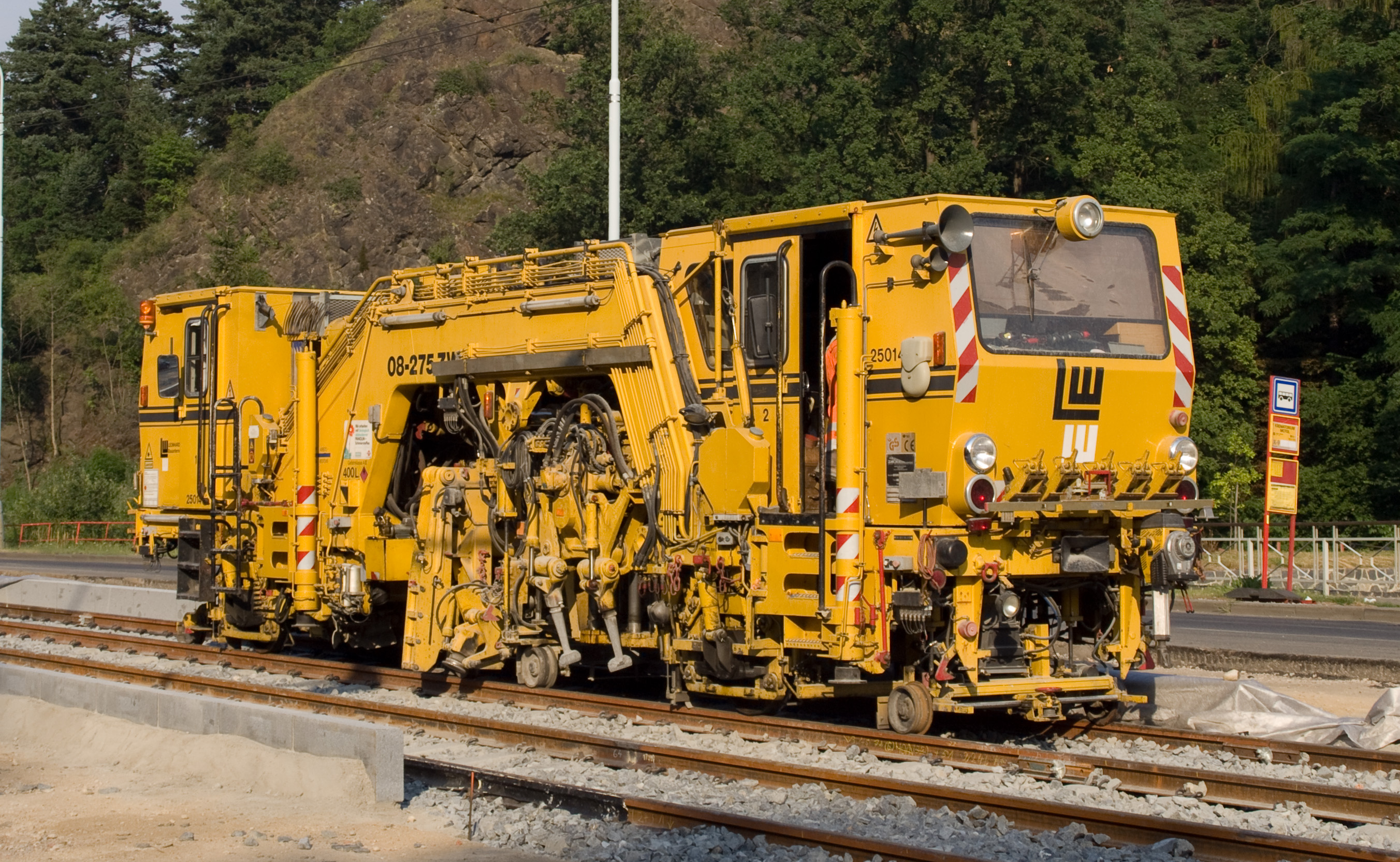
Gleisstopfmaschine von Plasser & Theurer der Gleisbaufirma Leonhard Weiss

Eine Gleisstopfmaschine, auch Schotterstopfmaschine oder Stopfzug genannt, ist eine Gleisbaumaschine zum Verdichten des Schotters (Stopfen) im Oberbau unter den Schwellen. Eine Stopfmaschine hat ein Stopfaggregat, das mit vibrierenden Stopfpickeln ausgestattet ist, die in den Schotter eintauchen und dann den Schotter durch horizontale Bewegungen unter die Schwellen drücken und verdichten. Üblicherweise sind seit den 1970er Jahren gebaute Stopfmaschinen gleichzeitig in der Lage, den Gleisrost zu richten. Besondere Richtmaschinen sind dadurch in der Regel nicht mehr erforderlich. Für das Stopfen in Weichen gibt es besondere Weichenstopfmaschinen mit einzeln beweglichen Stopfaggregaten und ausschwenkbaren Stopfpickeln sowie Richt- und Hebeeinrichtungen mit Haken, die unter den Schienenfuß greifen. Heute übliche Weichenstopfmaschinen sind in der Regel mit Hebe- und Richteinrichtungen für Gleise und Weichen ausgerüstet (Universalstopfmaschine). Außer selbstfahrenden Stopfmaschinen gibt es auch kleine, manuell angesetzte Handstopfgeräte.

## Geschichte

Zwei Schweizer Gramper mit Handstopfgeräten (1921)

1916 setzt die Preußischen Staatseisenbahnen die ersten Handstopfgeräte ein. Die druckluftbetriebenen Stopfer wurden von einem fahrbaren, elektrischen Kompressor versorgt, an dem mehrere Geräte angeschlossen werden konnten. Der Strom wurde aus einem ebenfalls fahrbaren, benzinbetriebenen Generator bezogen.
1938 wurde in der Schweizerischen Bauzeitung die erste selbstfahrende Stopfmaschine von der Firma Scheuchzer in Renens bei Lausanne vorgestellt.
Grundlegende Patente für die Asynchrone Druck-Vibrationsstopfung wurden 1953 erteilt. 1953 entwickelte Plasser & Theurer die erste hydraulische Stopfmaschine. Gleisstopfmaschinen gibt es seit 1965 für das gleichzeitige Stopfen von zwei, heute oft von drei, seit 2005 auch von vier Schwellen. 2015 erschien die erste Stopfmaschine mit Zweikraftantrieb. Sie hat sowohl einen durch die Oberleitung gespeisten elektrischen Antrieb als auch einen Dieselmotor.
Zu den wenigen Herstellern von Gleisstopfmaschinen gehören die Unternehmen Plasser & Theurer aus Österreich und Matisa aus der Schweiz.
In der DDR wurden ab 1980 Gleisstopfmaschinen von Forschungs- und Entwicklungswerk Blankenburg (FEW) in Blankenburg (Harz) hergestellt.

## Technik

### Grundprinzip

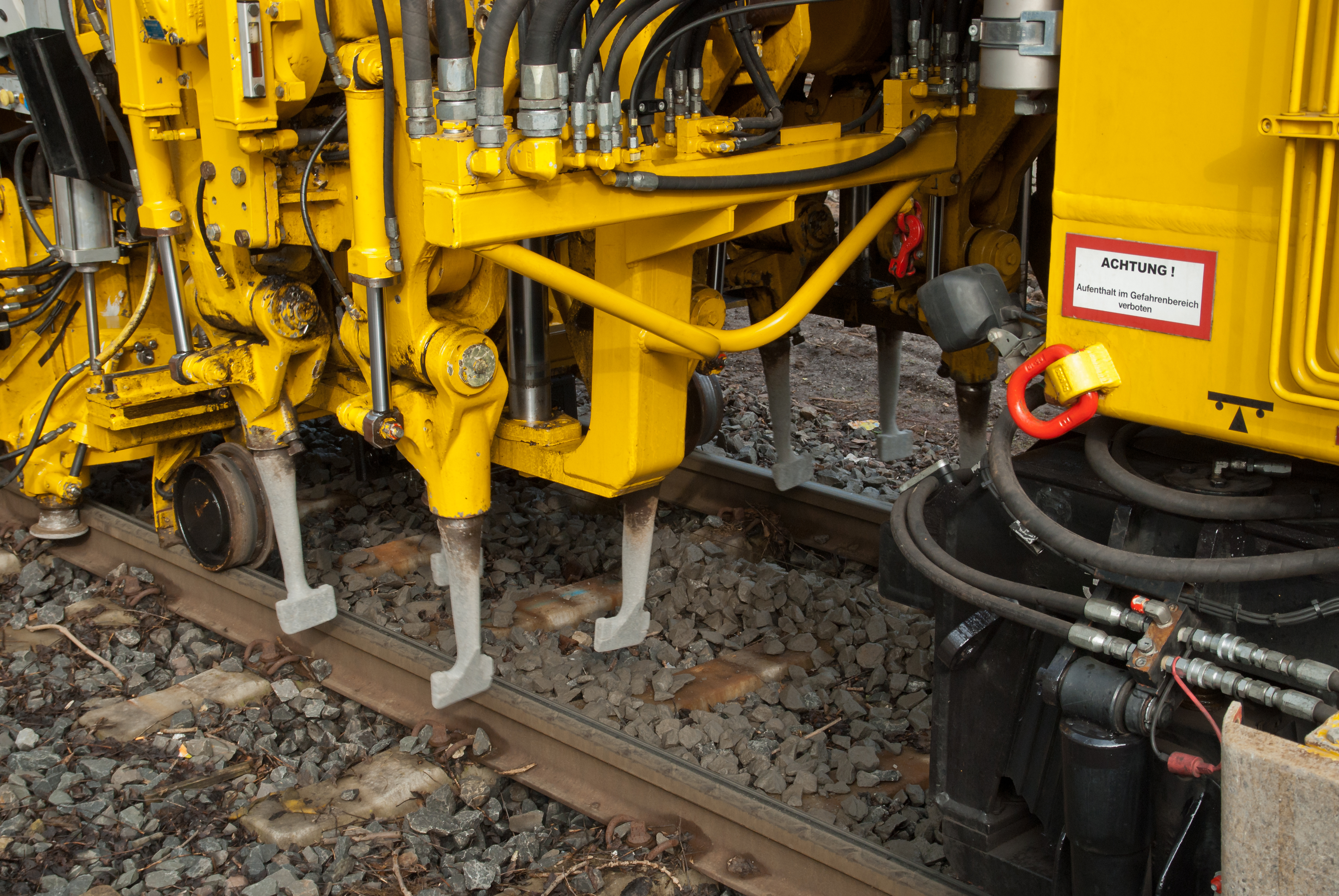
Stopfpickel an einem Stopfaggregat

Eine Stopfmaschine hat in der Regel einen eigenen Antrieb, der in den meisten Fällen über einen Dieselmotor und ein hydraulisches Getriebe realisiert wird, wobei letzteres den Öldruck sowohl für den Vortrieb als auch für das Stopfaggregat liefert. Bei Überführungsfahrten können heute nicht selten Geschwindigkeiten von 100 km/h erreicht werden. Bei Stopfmaschinen mit Elektromotor treibt dieser auch das hydraulische Pumpenverteilgetriebe an, sodass bei eingeschalteter Oberleitung auch elektrisch gearbeitet werden kann.
Am Stopfaggregat befinden sich höhenverschiebliche Stopfpickel, die aufgrund von hohem Verschleiß aus gehärtetem Stahl gefertigt sind. Beim maschinellen Stopfen werden bei geringfügig angehobenem Gleis je Schienen-Schwellen-Auflagepunkt vier oder acht dieser Stopfpickel vibrierend von oben in das Schotterbett eingetaucht. Die Pickel schwingen dabei mit einer Frequenz von 35 Hertz horizontal. Kleine Wirkflächen an deren Ende bauen und verdichten die Schotterpackung unter dieser Schwelle, während die Pickel vibrierend langsam hochgezogen werden.
Für Netze mit abweichenden Parametern bei Lichtraumprofil und Gleisgeometrie wie Straßen-, Stadt- und U-Bahnen gibt es speziell angepasste Stopfmaschinen, fallweise mit tauschbaren Radsätzen. Oftmals sind diese Maschinen mit Schallschutzeinrichtungen ausgestattet, die das Stopfaggregat abdecken, um auch in der Nähe von Wohngebieten Arbeiten in den nächtlichen Sperrpausen durchführen zu können. Vor dem Heben sowie nach Beendigung des Stopfvorgangs wird durch Messgeräte die Gleislage erfasst.
Im Schweizer Fachjargon heißt dieses Stopfen des Schotterbetts grampen und die Maschine dazu Gramper oder Grampgerät.

### Zyklische und kontinuierliche Arbeitsweise

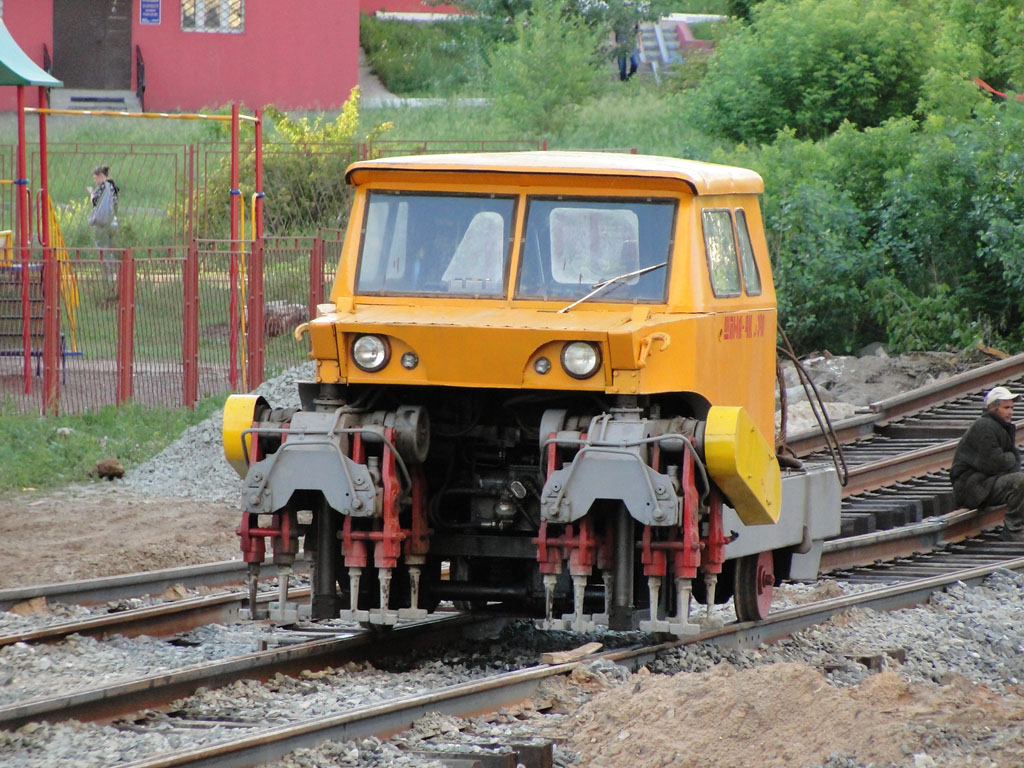
Eine kompakte Stopfmaschine mit zyklischer Arbeitsweise in Kasan

Die ersten Stopfmaschinen arbeiteten zyklisch: Für jede einzelne Stopfung muss die Stopfmaschine angefahren und gleich wieder angehalten werden. Zyklische Stopfmaschinen werden heute wegen ihrer geringen Baugröße noch für Spezialanwendungen gebaut. So gibt es Stopfmaschinen mit Hydraulikzylindern, die die Maschine aufbocken, sodass sie mit einem Tieflader transportiert werden kann.
Moderne Stopfmaschinen mit kontinuierlicher Arbeitsweise bewegen sich während des Stopfens in langsamer Fahrt über das Gleis und können bis zu 2300 Meter Gleis pro Stunde bearbeiten. Die Stopfaggregate sind auf einem längsbeweglichen Schlitten im Hauptrahmen gelagert und bleiben über den zu stopfenden Schwellen stehen, bis der Stopfvorgang beendet ist. Danach bewegt sich der Schlitten schnell zur nächsten Schwellengruppe. Die Hebeeinrichtung umfasst die Schienenköpfe beidseitig mit Rollen und dient gleichzeitig als Richtwagen.

### Weichenstopfmaschinen

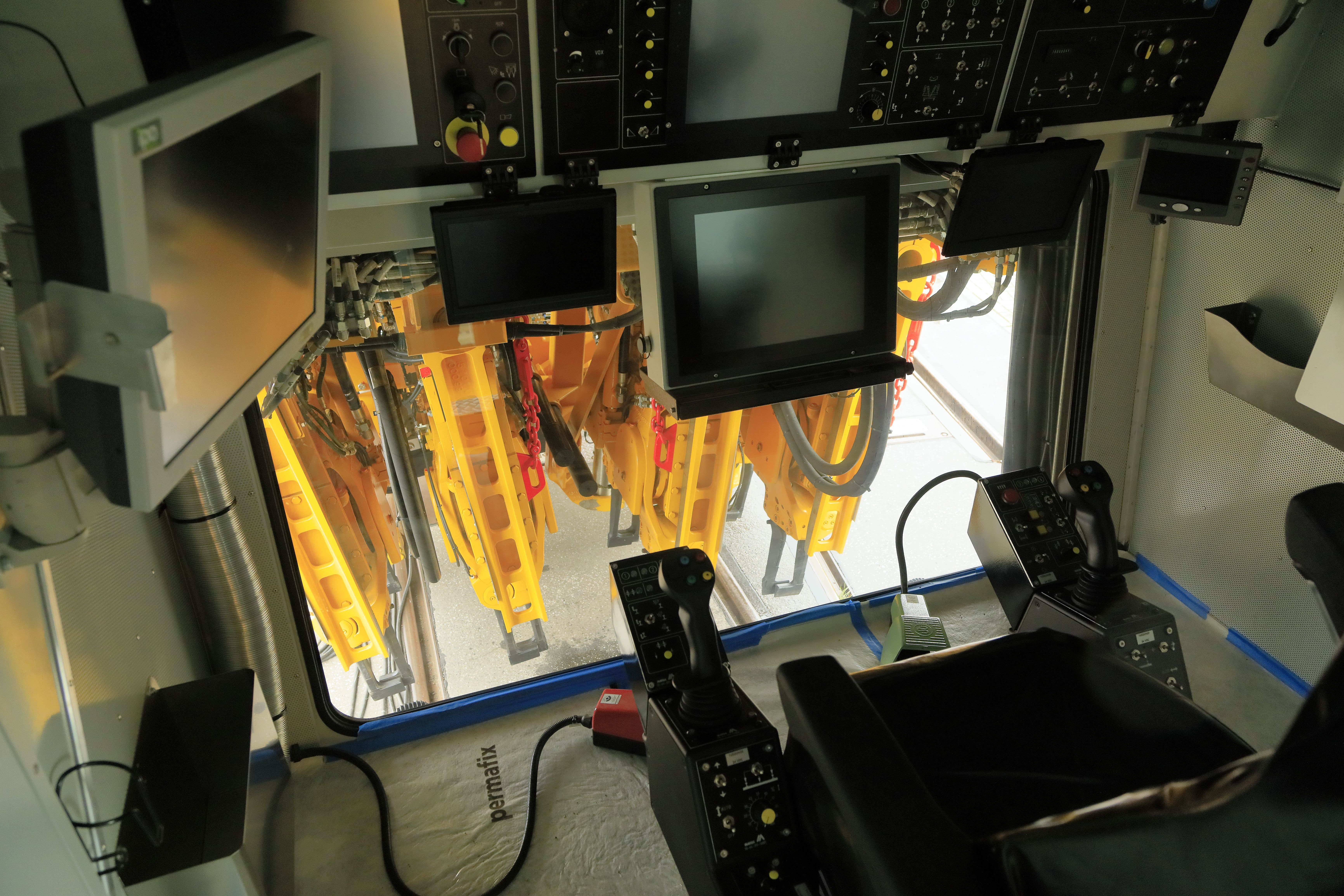
Bedienerplatz mit Sicht auf die Stopfaggregate

Bei Weichenstopfmaschinen sind die Stopfaggregate und die Stopfpickel einzeln seiten- und längsverschieb- und positionierbar und die Bedienerplätze befinden sich unmittelbar daneben mit Blick auf den Arbeitsbereich. Auf diese Weise ist es möglich, die Schwellen trotz im Gleis befindlicher Objekte wie Zungenvorrichtungen, Herzstücke und Radlenker sowie die Schienen des jeweils anderen Stranges zu stopfen. Im Weichenstopfmodus werden die Schienen durch verstellbare Haken unter dem Schienenfuß oder -kopf umfasst und damit gehoben und gerichtet. Rollensätze, die die Schienenköpfe umgreifen sind aus geometrischen und Platzgründen in Weichen nicht nutzbar. Weichenstopfmaschinen sind als Universalstopfmaschinen in der Regel auch im Gleis nutzbar, jedoch erreichen sie nicht dieselben Leistungen wie spezialisierte Gleisstopfmaschinen. Universalstopfmaschinen gibt es für das gleichzeitige Bearbeiten von bis zu zwei Schwellen.